# 56 a.C.

## Eventos
- 181a olimpíada.
- Cneu Cornélio Lêntulo Marcelino e Lúcio Márcio Filipo, cônsules romanos.
- Marcelino enfrenta os tribunos Públio Clódio Pulcro e Catão, o Jovem, e consegue impedir que Pompeu siga para o Egito ptolemaico para restaurar Ptolemeu XII.
- Na Convenção de Lucca, Pompeu, Crasso e Júlio César renovam o Primeiro Triunvirato.
- Início do governo de Pompeu na Hispânia, no âmbito do Primeiro Triunvirato.
- Terceiro ano das Guerras Gálicas do general Júlio César:
  - César derrota e subjuga os venécios, na costa atlântica da Gália.
  - Anexação das Gálias ao Império Romano.